# The Revenge of Alice Cooper
Albums de Alice Cooper
Muscle of Love
(1973)
Albums solos d'Alice Cooper
Road
(2023)
Singles
1. Black Mamba
Sortie : 22 avril 2025
2. Wild Ones
Sortie : 4 juin 2025
3. Up All Night
Sortie : 18 juillet 2025

The Revenge of Alice Cooper est le 8e album studio du Alice Cooper Group. La sortie de l'album est prévue pour le 25 juillet 2025. 

## Contenu
The Revenge of Alice Cooper succède à l'album Muscle of Love paru en 1973. Tous les membres originaux du groupe Alice Cooper sont présents pour l'enregistrement de l'album à l'exception de Glen Buxton, décédé en 1997. Dennis Dunaway à la basse, Michael Bruce à la guitare, Neal Smith à la batterie et Alice Cooper aux chants.
L'album contient 16 pistes au total dont 2 titres bonus. La première piste de l'album, intitulée Black Mamba, est diffusée dans l'émission radio Alice's Attic le 22 avril 2025,. Robby Krieger des Doors a participé à l'enregistrement du titre en tant que guitariste. L'album contient le titre What Happened to You qui est dédié à Glen Buxton, la chanson se base sur un riff d'une ancienne démo de Buxton,. Wild Ones seconde piste et second single de l'album paru le 4 juin 2025, la chanson bénéficie d'un clip vidéo. Le troisième et dernier single Up All Night est publiée une semaine avant la sortie de l'album.

## Liste des titres
| No  | Titre                                   | Auteur                                             | Durée |
| --- | --------------------------------------- | -------------------------------------------------- | ----- |
| 1.  | Black Mamba                             | Alice Cooper, Bob Ezrin, Michael Bruce             | 4:58  |
| 2.  | Wild Ones                               | Alice Cooper, Bob Ezrin, Dennis Dunaway            | 4:18  |
| 3.  | Up All Night                            | Alice Cooper, Bob Ezrin, Michael Bruce             | 3:07  |
| 4.  | Kill the Flies                          | Alice Cooper, Bob Ezrin, Neal Smith                | 4:13  |
| 5.  | One Night Stand                         | Alice Cooper, Bob Ezrin, Dennis Dunaway            | 3:06  |
| 6.  | Blood on the Sun                        | Dennis Dunaway                                     | 3:06  |
| 7.  | Crap That Gets in the Way o Your Dreams | Alice Cooper, Bob Ezrin, Neal Smith                | 3:00  |
| 8.  | Famous Face                             | Michael Bruce                                      | 4:09  |
| 9.  | Money Screams                           | Alice Cooper, Michael Bruce, Neal Smith            | 3:44  |
| 10. | What a Syd                              | Alice Cooper, Dennis Dunaway                       | 2:42  |
| 11. | Inter Galactic Vagabond Blues           | Alice Cooper, Bob Ezrin, Michael Bruce, Neal Smith | 3:11  |
| 12. | What Happened to You                    | Alice Cooper Group[a], Bob Ezrin                   | 4:00  |
| 13. | I Ain't Done Wrong                      | Keith Relf                                         | 3:43  |
| 14. | See You on the Other Side               | Alice Cooper, Dennis Dunaway, Neal Smith           | 3:58  |

| 15. | Return of the Spiders 2025 (titre bonus) | Alice Cooper Group[a] | 4:17 |
| 16. | Titanic Overunderture (titre bonus)      | Alice Cooper Group[a] | 1:27 |

 ^ a.  (Alice Cooper, Michael Bruce, Dennis Dunaway, Glen Buxton, Neal Smith)

## Membres du groupe
- Alice Cooper - chants
- Michael Bruce - guitare
- Dennis Dunaway - basse
- Neal Smith - batterie
- Gyasi Hues - guitare

Musiciens additionnels
- Robby Krieger - guitare sur Black Mamba